# 拉斯文思

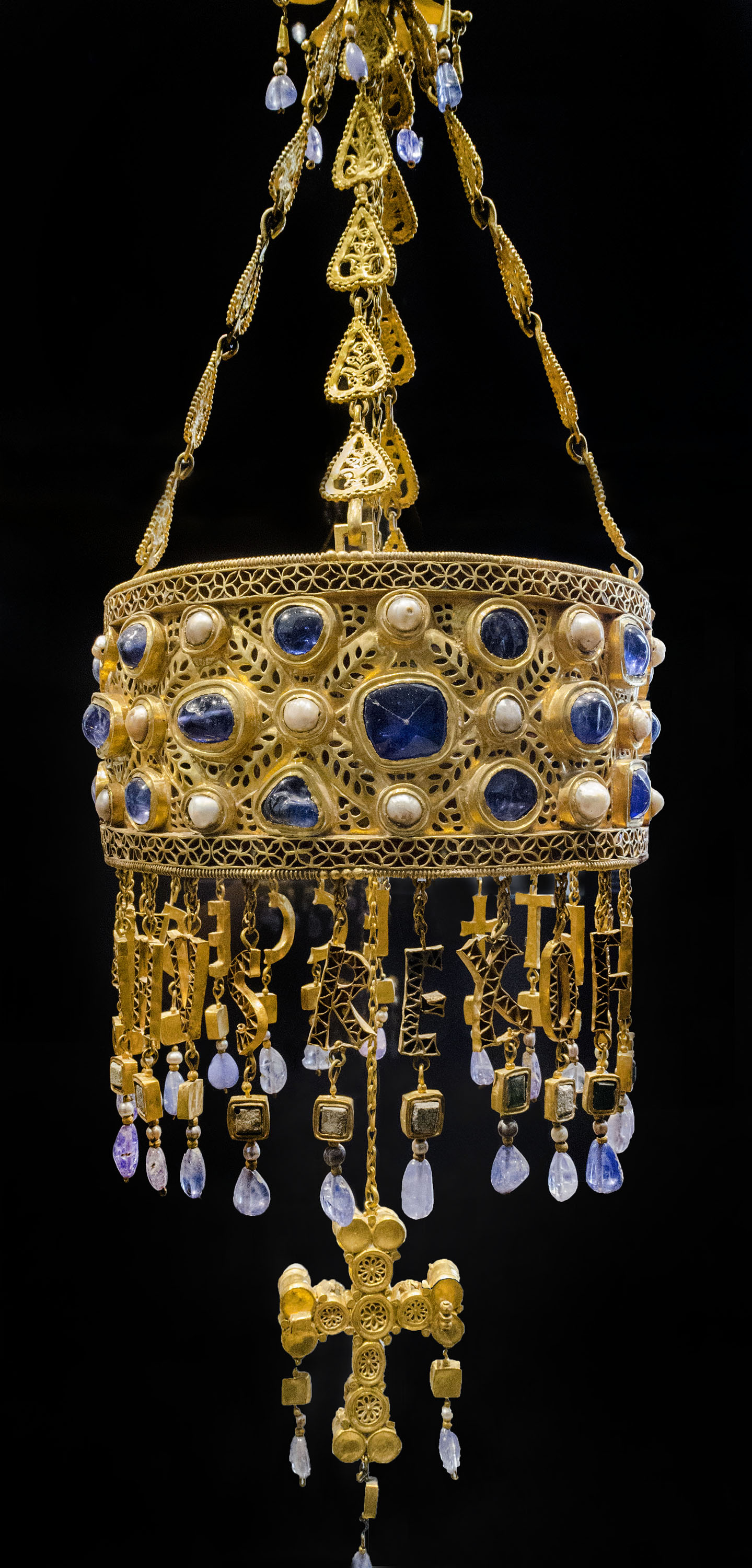
拉斯文思的王冠

拉斯文思（Recceswinth）是一位西哥特王國國王。他是前任國王辛達斯文特的兒子，649年起與父親共治，653年辛達斯文特死後單獨在位至672年。拉斯文思統治時期是西哥特王國的和平時期，他頒布的西哥特法典象徵伊比利半島從羅馬法往日耳曼法的轉變。他的繼任者是萬巴。